# Breda Jazz Festival
Het Breda Jazz Festival is sinds 1971 een jaarlijks vier dagen durend jazzevenement in de binnenstad van het stadsdeel Breda Centrum van Breda. Het is een van de oudste en bekendste jazzfestivals van Nederland. Het wordt gehouden op Hemelvaartsdag, de vrijdag en het weekend daarna en is gratis toegankelijk. Er komen jaarlijks circa 250.000 bezoekers.
Op het Breda Jazz Festival zijn de traditionele jazzstijlen en aanverwante muzieksoorten als blues, zydeco, cajun, Western Swing en jump-'n-jive aanwezig.
Er zijn diverse podia waar bands spelen, vooral rond de Havermarkt en op het Kerkplein, de Grote Markt Breda, Veemarktstraat, de ponton bij het Spanjaardsgat en het 't Sas.
Het programma wordt in het plaatselijke dagblad BN/DeStem gepubliceerd. Vanaf het NAC stadion rijdt er een pendelbus naar het centrum. Ter gelegenheid van de 40ste editie van het jazzfestival in 2010 verscheen een jubileumboek onder de titel 1971-2010, Breda Jazz Festval, 40 xxx een beleving.

## Discografie
- 20e Oude Stijl Jazz Festival Breda
- 21e Oude Stijl Jazz Festival Breda
- 22e Oude Stijl Jazz Festival Breda

- Oude Stijl Jazzfestival Breda Greatest Hits Vol.II